# Dyrholmen
Dyrholmen er et lille næs ud i engdragene langs Oksenbækken ved Fløjstrup på Djursland med en boplads (køkkenmødding) fra Ertebøllekulturen i ældre stenalder. I den periode har engene omkring Dyrholmen været dækket af hav. På Dyrholmen har man bl.a. fundet et kranium af et skalperet barn og spor efter kannibalisme i form af marvspaltede menneskeknogler.
På grund af havstigningen i perioden, så bopladsen efterhånden er trukket op på højereliggende område, har man kunnet bruge fundene fra Dyrholmen til at opdele Ertebøllekulturen kronologisk i flere faser.
Udgravningerne af Dyrholmen udførtes af Nationalmuseet i perioden 1923-1939 under ledelse af Therkel Mathiassen.